# Clowesia russelliana
Clowesia russelliana là một loài thực vật có hoa trong họ Lan. Loài này được (Hook.) Dodson mô tả khoa học đầu tiên năm 1975.